# Weronika Nowakowska-Ziemniak
Weronika Nowakowska-Ziemniak (Kłodzko, 7 de julio de 1986) es una deportista polaca que compite en biatlón. Ganó dos medallas en el Campeonato Mundial de Biatlón de 2015, plata en velocidad y bronce en persecución, y dos medallas en el Campeonato Europeo de Biatlón, plata en 2015 y bronce en 2012.

## Palmarés internacional
| Campeonato Mundial | Campeonato Mundial      | Campeonato Mundial | Campeonato Mundial |
| Año                | Lugar                   | Medalla            | Prueba             |
| ------------------ | ----------------------- | ------------------ | ------------------ |
| 2015               | Kontiolahti (Finlandia) | Medalla de plata   | Velocidad          |
| 2015               | Kontiolahti (Finlandia) | Medalla de bronce  | Persecución        |
| Campeonato Europeo |                         |                    |                    |
| Año                | Lugar                   | Medalla            | Prueba             |
| 2012               | Osrblie (Eslovaquia)    | Medalla de bronce  | Velocidad          |
| 2015               | Otepää (Estonia)        | Medalla de plata   | Velocidad          |